# John Beasley
John Michael Beasley (ur. 5 lutego 1944 w Texarkana, zm. 23 listopada 2022) – amerykański koszykarz, skrzydłowy, występujący w ligach NABL, EPBL oraz ABA. Uczestnik spotkań gwiazd ABA, wybierany do składów najlepszych zawodników tej ligi.

## Osiągnięcia

### NCAA
- 2-krotny zawodnik roku konferencji Southwest (1965, 1966)[4]

### NABL
- Finalista NABL (1967)
- AAU All-American (1967)

### ABA
- Finalista ABA (1974)
- 3-krotny uczestnik meczu gwiazd ABA (1968–1970)[2][5]
- MVP meczu gwiazd ABA (1969)
- 2-krotnie wybierany do II składu All-ABA (1967, 1968)